# 拉烏魯卡區

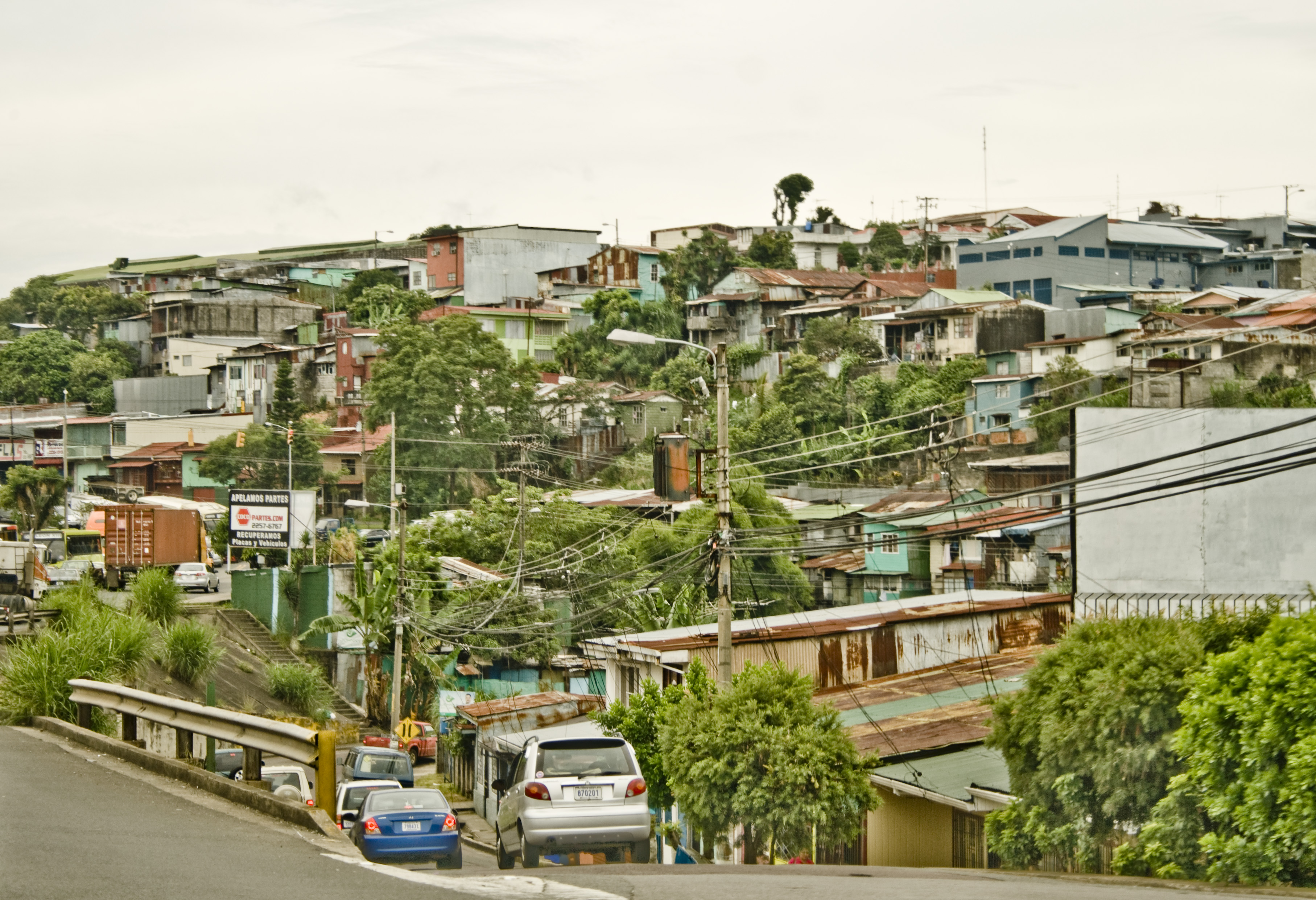

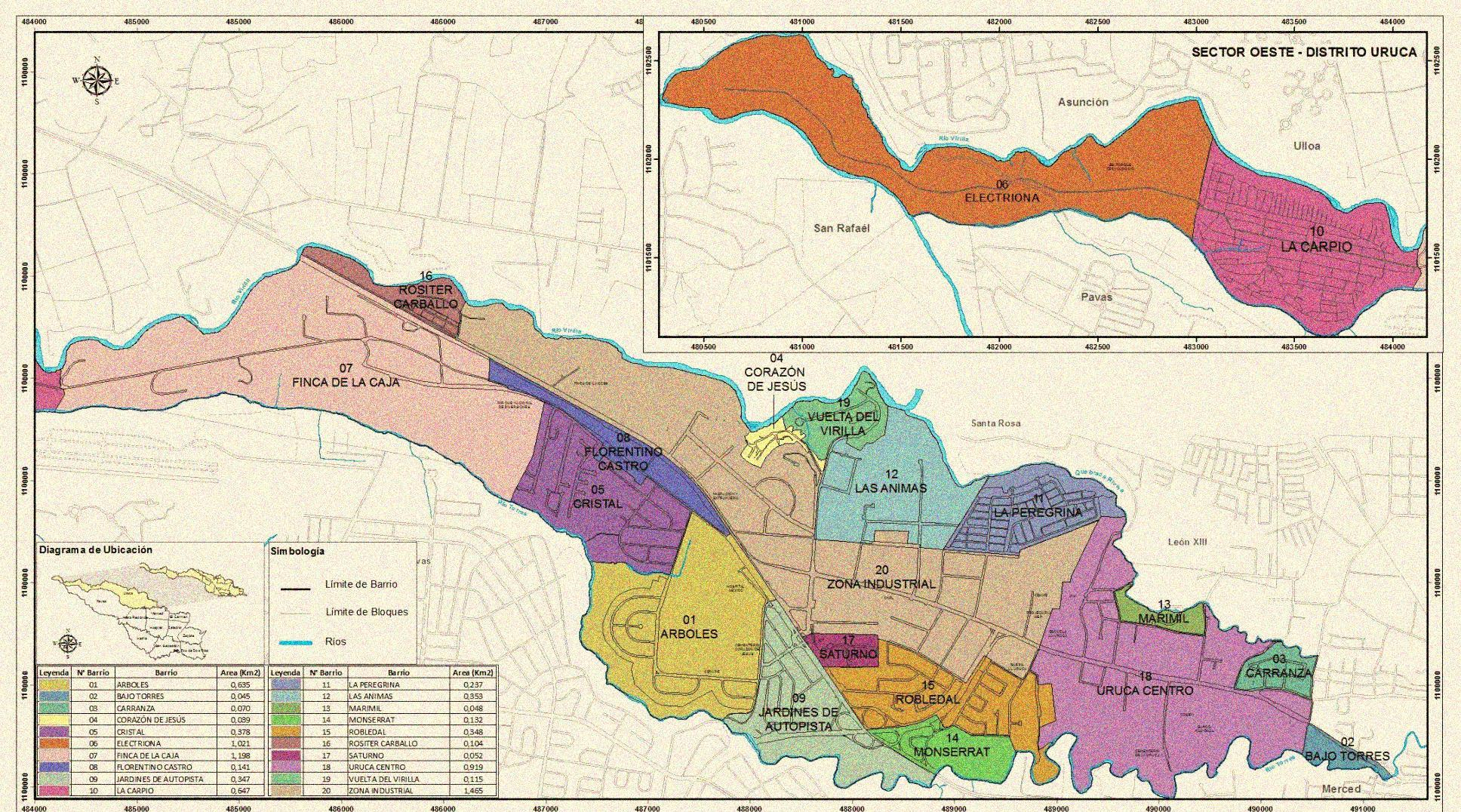

拉烏魯卡區（西班牙語：La Uruca）是哥斯達黎加的一個區，位於該國中部聖何塞省，始建於1848年12月7日，面積8.35平方公里，海拔高度1,112米，2011年人口31,728，人口密度每平方公里3,799.76人。